# Khankhuuluu
Khankhuuluu („dračí princ“) byl rod menšího až středně velkého teropodního dinosaura z nadčeledi Tyrannosauroidea. Tento dvounohý dravec žil v období rané fáze svrchní křídy, asi před 96 až 86 miliony let (geologický stupeň cenoman až santon) na území dnešního Mongolska. Byl nejspíš podobný i vývojově příbuzný dalším asijským tyranosauroidům, jako jsou rody Alectrosaurus a Timurlengia.

## Historie
Fosilie tohoto tyranosauroida byly objeveny již v letech 1972 a 1973 v sedimentech souvrství Bajn Šire na jihovýchodě Mongolska, v roce 1977 je pak mongolský paleontolog Altangerel Perle provizorně zařadil do rodu Alectrosaurus. Formálně pak druh Khankhuuluu mongoliensis popsal tým paleontologů až v roce 2025. Blízce příbuzným taxonem byl právě rod Alectrosaurus.

## Tělesné rozměry

Khankhuuluu - přibližný tvar těla a rozměry.

Lebka tohoto teropoda by v kompletním stavu měřila na délku asi 60 až 70 cm. Stehenní kost menšího exempláře byla dlouhá 66,8 cm. Předpokládaná délka těla činí asi 5 metrů, výška hřbetu 2 metry a hmotnost kolem 750 kg. Tělesnými proporcemi se tak Khankhuuluu značně podobal svému slavnějšímu severoamerickému příbuznému tyranosaurovi, byl však podstatně menší (délka asi 5 metrů, hmotnost několik stovek kilogramů).